# 教仙寺
教仙寺（きょうせんじ）は、佐賀県小城市小城町にある日蓮宗の寺院。山号は大寶山。親成寺とともに鎮西本山松尾山護国光勝寺の塔頭寺院。親師法縁。このほか松尾地区には延命寺、延福寺などの寺院がある。

## 歴史
- 文安2年（1445年）、光勝寺14世となった久遠成院日親が開山した。

## 宮戸大明神
- 文安3年（1446年）勧請の守護神で、非業の死をとげた童子宮若丸を学問の神様として祀る。

## 歴代
- 久遠成院日親
- 中興信篤院日光・中島龍昌（大正3年9月21日没）
- 中島大忍（大正7年寺院名簿より。後、妙嚴寺住職）
- 深川海音（昭和5年寺院名簿より。後、萬部寺住職）
- 二十七世海励院日晃・亀川本能
- 二十八世大光院日海・亀川海俊
- 二十九世智照院日俊・亀川学俊
- 三十世智聰院日浩・亀川浩俊

## 参考資料
- 日蓮宗寺院大鑑編集委員会『宗祖第七百遠忌記念出版 日蓮宗寺院大鑑』大本山池上本門寺 (1981年)

### 関連寺院
- 法華経寺
- 妙勝寺　日親が釈迦像を祀ったと伝わる。
- 常円寺　日親が犬山氏の息子を蘇生させたと伝わる。
- 親正寺　日親が中山法華経寺をから破門され光勝寺を追われたさい立ち寄った寺。竹内久一作の川上聖観世音菩薩像を祀る。

### 近隣寺院
- 延命寺
- 延福寺